# H.M. Drottningens hovstat
H.M. Drottningens hovstat är en enhet inom de svenska kungliga hovstaterna som ansvarar för Drottning Silvias och Prinsessan Madeleines officiella program.

## Historik
H.M. Drottningens hovstat är en hovstat som bildades under 1970-talet. 1978 blev Alice Trolle-Wachtmeister chef för hovstaten.

## Statsfru och chefer
- 1978–: Alice Trolle-Wachtmeister
- 1993–2003: Louise Lyberg
- 2003–2015: Kirstine von Blixen-Finecke
- 2016–2024: Anna Hamilton

### Hovdamer
- 1983–1984: Madeleine Bergstedt
- 1980–1984: Wendela Mattsson
- 1978–1980: Elisabeth Olsson